# جگن برکه‌ای بزرگ
کارکس ریپاریا (نام علمی: Carex riparia) نام یک گونه از سرده جگن است.